# Сегула
Сегула — (англ. Segula Island, алеут. Chiĝulax̂, Чиӷулаҳ) — необитаемый остров в группе Крысьих островов в составе Алеутских островов. Расположен в 24 км к востоку от острова Кыска. Диаметр острова — порядка 6-7 км. На острове расположен вулкан Сегула.
На острове обитает большая колония чистиковых — одна из всего девяти подобных колоний на Алеутских островах.